# Teodora Zichy
Teodora Zichy (madžarsko Zichy Teodóra /izg: Ziči Teodora/; slovensko: Božidara Ziči, Božidara Zičijeva a med ljudstvom znana kot Fodora), madžarska rimskokatoliška plemkinja, mistikinja, teologinja, prostovoljka ter dobrodelnica; * 12. januar 1886, Beltinci (Avstro-Ogrska, danes Slovenija), † 3. april 1915, Zdravilišče Wienerwald, Feichtenbach, blizu Dunaja (Avstro-Ogrska, danes Avstrija)

## Življenjepis

### Družina Zichy
Odlično mesto v rodovini ali družini Zichy (Ziči) - od katere je ena izmed vej živela tudi v Beltinškem gradu - zavzema vsekakor grof pl. Avgust, ki je za časa Avstro-Ogrske opravljal odgovorne državniške - celo najvišje - posle; skozi dalj časa je bil tudi upravnik (guverner) Reke, ki je takrat spadala kot svobodno ozemlje pod Avstro-Ogrsko - kot glavno ogrsko pristanišče in v nekem smislu neodvisno, a pravzaprav odvisno ozemlje. Njegova žena, grofica Hedvika pl. Wimpffen, je bila tudi iz starodavne grofovske družine in je umrla mlada 1892. V tistem času je med mladimi večkrat kosila takrat še neozdravljiva jetika. Vzrok njene smrti pa ni znan. Zanjo je njen mož tako žaloval, da se po njeni smrti ni hotel nikoli več poročiti, čeprav je ostal s štirimi mladoletnimi deklicami.

### Teodora in njene sestre
Prav posebno mesto pripada njuni hčerki Teodori, ki je umrla komaj v svojem 29. letu starosti v službi ranjencem. Po vsej verjetnosti se je rodila ravno v Beltinskem gradu.
Imela je še tri sestre, in sicer so to bile: Marija, Anastazija in Frida. Na fotografiji iz leta 1907 so skupaj z njihovimi lastnoročnimi podpisi. Na tej fotografiji manjka njihova sestra Frida, o kateri ni nobenih osebnih podatkov, razen da je bil njen mož Georgi Nikolov Lichev (Ličev), bolgarski trgovec.
Starši in njune tri hčerke so pokopani v lepo urejeni grobnici pod kapelo Ave Maria v Beltinški cerkvi svetega Ladislava. Teodorina sestra Marija, ki je umrla 1977, še vedno živi v spominu domačinov kot prijazna in velikodušna gospa, ki se zaradi nesrečne ljubezni v mladosti ni poročila - in je bila zato vedno pripravljena pomagati z lepo besedo in tolažbo vsem nesrečnim zaljubljencem.

## Poročila o smrti in spomin

### Vobčilih

#### Feri Lainšček in njegov roman oPrekmurju
Kritika meni, da je sodobni, poljudni in vsestranski pisatelj Feri Lainšček – ki piše med drugim tudi zgodovinske  in  kriminalistične romane, ustvaril 
Najlepši literarni spomenik svoji pokrajini, reki in mestu z romanom Ločil bom peno od valov, ki ga je objavil 2003. Pisal ga je  kar osemnajst mesecev, saj je za umestitev zgodbe v čas in prostor  poglobljeno preučeval zgodovinske pa  tudi druge dokumentarne vire (npr. o tem, kako je v Beltincih potekal pogreb grofične Zichy, kakšna je bila leta 1915 v Soboti javna razsvetljava, kakšno je bilo družabno in glasbeno življenje v soboškem hotelu Dobray,  kako so izpirali zlato iz reke Mure ipd).
Kljub temu, da danes ljudje zaradi lahkega dostopa do spleta manj berejo knjige kot nekdaj, je vendarle ta roman vzbudil veliko zanimanje javnosti, pozornost in naklonjenost bralcev ter kritikov - ne le zato, ker je pisatelj mojster peresa, ampak tudi zato, ker zgodovinsko in hudodelsko področje danes privlači bralce ne le pri nas, ampak tudi drugod po svetu, o čemer priča tudi neverjeten uspeh pisateljskega para Monaldi & Sortija - Lainščkovega sodobnika. 
Dogajanje je postavljeno v čas Prve svetovne vojne, razpada Avstro-ogrskega cesarstva, kakor tudi nastanka novega - Kraljestva Slovencev, Hrvatov in Srbov, ki mu je kmalu sledila Kraljevina Jugoslavija. Za Prekmurje je to bilo prelomno obdobje, saj so se po tisočletnem bivanju v Ogrskem kraljestvu - med Slovanom jezikovno čisto tujem narodu - opredelili za povezavo v čisto novo državno tvorbo z jezikovno sorodnimi Južnimi Slovani. 
Zgodovinski dogodki, opisi pokrajine in usode posameznikov so povezani v izredno zanimiv sklad v slogu, ki bi ga lahko opredelili kot magični realizem.
Spomin na Teodoro sčasoma ni izginil. Tako v začetku našega stoletja (2003) v svojem zgodovinsko-kriminalističnem romanu Ločil bom peno od valov, ki je izšel pri Študentski založbi v Ljubljani ,pisatelj Feri Lainšček opisuje dogajanje okrog smrti in pogreba Teodore Zichy ter podaja ljudsko prepričanje, da je umrla v sluhu svetosti.
Pogrebnega dne je bil tak naval preprostih ljudi kakor tudi gospode, da so gosposke kočije prihajale na pogreb celo dopoldne, in da je dolinska ravnica izgledala kot sejmišče ali celo bojišče, saj so se nad cesto izpod konjskih kopit dvigali velikanski oblaki prahu. Med grofovskimi družinami omenja pisatelj Szapáryjeve, Esterházyjeve, Batthyányijeve, Voglerjeve in Kodolitscheve. Iz Sobote in okoliških trgov se je napotila cehovska gospoda, duhovniki pa so se zbrali iz cele škofije s škofom na čelu. 
Mlada grofična Teodora je umrla na Dunaju, stara komaj 29 let. Ko se je začela vojna, 
| Feri Lainšček: Ločil bom peno od valov |
| --- |
| je ostala v cesarskem zdravilišču, kjer je kot bolničarka pomagala ranjencem. Njen sklep, ki ga je bilo sprva mogoče razumeti tudi kot plemenitaško dolžnost, je že za časa življenja postal primeren izraz za nesebičnost, ker se je tam okužila z jetiko. Glas ljudstva je vedel pri tem povedati, da se ni ločevala od ranjencev niti tedaj ne, ko je bila že popolnoma obnemogla. In zato se je dozdevalo, da lepa beltinška mlada grofična sedaj, na začetku aprila leta Gospodovega 1915, ni odhajala skozi temna vrata svetov, ampak v sveto legendo, v kateri bo še dolgo živela. |

Prav poseben - simboličen pomen - imata tukaj rdeča in bela barva: prva pomeni ljubezen in mučeništvo, druga pa čistost. Stari vrtnar je dal porezati iz tople grede vse rdeče cvetje: 
| Feri Lainšček: Ločil bom peno od valov |
| --- |
| Proslavljalo jo je z barvo življenjskosti in vznesenosti, s katero je dajala drugim tisto, česar njej usoda ni bila namenila. Po cvetju je za krsto stopalo ravno stodvajset deklet v poškrobanih belih oblačilih. To je bila seveda barva čistosti, ki jo je ohranila do konca; ali pa barva duše, ki si je namenila pot do milosti. Samo redko se je tukaj dogajalo tako in kdo ve, ali se bo sploh še kdaj ponovilo: prav nihče od tisočerih navzočnih na pogrebu sploh ni več premišljeval o njenem poreklu in stanu, niti ni nihče molil za njen mir in pokoj, ampak ji je želel poveličanje, ki se je zdelo kot edino pravično plačilo. |

Glavna in tragična junakinja Lainščekovega romana Ločil bom peno od valov Elica Sreš, - preprosta kmečka deklina - ki je bila tudi med v belo oblečenimi dekleti, ni mogla razumeti, kako da ljudje za pokojno Teodoro pravzaprav ne jočejo, ne obupujejo in ne žalujejo kot so to delali po navadi. ampak so skupaj z njenim očetom Avgustom kot od neke svetlobe prevzeti gledali na smrt kot na poveličanje in spremenjenje. Za grofa pl. Avgusta pa je ljudstvo tako ali tako bilo mnenja, da je to pravi, po zemlji hodeči živi svetnik. 
| Feri Lainšček: Ločil bom peno od valov (odlomek iz v srbohrvaščino prevedenega romana) |
| --- |
| Obrazi ob trugi so se ji zdeli vtopljeni v drugačno žalovanje, kakor ga poznala in njihovi vzneseni pogledi so mogli najbrž doseči nekaj, česar sama ni mogla videti. Zdelo pa se ji je, da to lahko vsaj začuti in prepolna hvaležnosti, da je sploh navzoča pri tem posvečenem obredu, se je kmalu popolnoma prepustila njegovemu zvoku in ozračju. Stari grof Avgust Zichy je tistega dne, ko je hčerka Teodora zadnjič prišla domov, gologlav stopil na suh panonski prah ter s široko razširjenimi rokami poiskal nevidljivo dlan svoje rajne žene. Grofica Hedvika, s katero se je oženil iz plemenite dolnjeavstrijske rodbine, je umrla že leta 1892, stara komaj 31 let in ga zapustila samega s tremi mladoletnimi hčerami. Že naslednjega leta je pri znanem dunajskem stavbeniku, baronu Maksu von Ferstlu, naročil načrte za kapelico Matere Božje z grobnico, v katero so 1894 prenesli grofičine posmrtne ostanke. Odtlej je večji del svojega prostega časa preživljal v svetišču in ljudje so z leti preprosto začeli verjeti, da mu je velika ljubezen omogočila stik z onostranskim in da je tako z ženo še naprej na nek skrivnosten način povezan. Ravno zategadelj se tudi takrat, ko se je peš napotil za hčerkino trugo iz Sóbote v Beltince, ni nihče začudil njegovemu malce nenavadnemu vedenju in mnogi so bili pripravljeni verjeti, da so se stopinje nevidljive spremljevalke celo videle na cestnem prahu. In sedaj, ob vznesenem škofovem govoru, je bradati grofovski obraz prešinjala svetloba, ki jo je nosil v sebi ter je ni bilo mogoče razložiti, saj je pričevala o moči srca. Zato se ji je dozdevalo, da stoji tukaj nasproti živega svetnika, svetnika sredi živega oltarja. |

#### Poročilo časopisaNovine
| Smrt beltinske komtese. | Smrt beltinske grofične. |
| --- | --- |
| Na véliko soboto je vmrla poleg Beča v sanatoriji beltinskoga grofa, Zichy Augustina hči, Teodora Karolina v 29. leti svoje starosti. Pokopana je v Beltincih aprila 8-ga. Pokojna je bila jáko pobožna in darovitna gospodičina, štera je z svojov smilenostjov vnogo potrtih src okrepila i súz obrisala. Vsaki dén je hodila k svétomi obhajili i vnogo skoznčüvala pri dvorbi ranjenih vojákov. Tá lübézen do ranjencov jo je tüdi v grob správila. Nakopala si je jetiko i od njé vmrla. Mrtvo telo je 6-ga v Beltince pripelano. Od Sobote je oča pokojne peški šo za drevom svoje najdagše hčeri. Pri Lipovci je pokojnoj proti prišlo 120 v belo oblečenih deklin iz Marijine drüžbe, v štero je tüdi pokojna slíšila. Tés o te nesle mrtvo telo do cérkvi, žalüvajoča drüžna je je pa peški sprevájala. Pred cerkvenimi vrátami je domáča dühovščina z dvorbov veržejskih salezijancov čakal na mrtveca i nad njim mrtveške molitvi i obrédi oprávila. Zatém je belo drvo v cérkev odnešeno, med celi log vencov i sveč položeno, pri šterom je častno strážo oprávlalo noč i dén šest ulanarov. Sprévod je oprávlao Grof Mikes Ivan višesnji pastér, na šteroga je prišlo vnogo plemenitášov i dostojanstvenikov, med njimi nedzupan Zala županije, Szapári, Betthiány, Fünfkirchen, Wimpfen grofovske drüžine itd. pa velika vnožina lüdih. Zvün dühovnikov iz sosednih fár se je vdeležo sprévoda tüdi prijátel grofovske hiše, imeniten jezuit P. Kolb iz Beča. Srce Jezušovo daj toj dobroj düši večni mir. | Na veliko soboto (3. aprila 1915) je umrla poleg Dunaja v zdravilišču beltinskega grofa Avgusta Zičija njegov hči Teodora Karolina v 29. letu svoje starosti. Pokopana je bila v Beltincih osmega aprila. Pokojna je bila zelo pobožna in radodarna gospodična, ki je s svojim usmiljenjem okrepila mnogo potrtih src in obrisala mnogo solz. Vsak dan je hodila k svetemu obhajilu in mnogo noči prečula pri strežbi ranjenih vojakov. Ta ljubezen do ranjencev jo je tudi spravila v grob. Nakopala si je jetiko in od nje umrla. Mrtvo telo so 6. aprila pripeljali v Beltince. Od Sobote je oče pokojne šel peš za trugo svoje najljubše hčeri. Pri Lipovcih je pokojni prišlo naproti 120 v belo oblečenih deklet iz Marijine družbe, v katero je bila včlanjena tudi rajnka. Potem so te nesle mrtvo telo do cerkve, žalujoča družba pa jo je spremljala peš. Pred cerkvenimi vrati je domača duhovščina ob spremljavi veržejskih salezijancev čakala na mrliča in opravila nad njim mrtvaške molitve in obrede. Zatem so belo krsto odnesli v cerkev, jo položili med cel gozd vencev in sveč; pri njem je šest vojakov opravljalo častno stražo noč in dan. Pogreb je opravil nadpastir grof Ivan Mikeš. Prišlo je mnogo plemenitašev in dostojanstvenikov, med njimi nadžupan Zalske županije, iz grofovskih družin Szapáry, Batthyány, Fünfkirchen, Wimpffen in drugih, - ter velika množica ljudi. Razen duhovnikov iz sosednih far se je udeležil sprevoda tudi prijatelj grofovske hiše, imeniten jezuitski oče Kolb z Dunaja. Srce Jezusovo, daj tej dobri duši večni mir! |

#### Poročilo časopisaAlsolendvai Híradó
Na Belo nedeljo, 11. aprila 1915, je poročal ta dolnjelendavski časopis v madžarščini naslednje: 
| A belatinci gróf Zichy-család gyásza. | Žalovanje beltinske grofovske družine Zičijeve. |
| --- | --- |
| Az alsólendvai járásnak mélységes gyásza van. A járás egyik jótékony, legendás tiszteletben élő főúri hölgye elköltözött az élők sorából. A belatinci dominius gróf Zichy Ágost v. b. t. t., föudvarnagyot érte a mindnyájunkat mélyen megrendítő csapás, hogy egyik leánya — a három közül a középső - hunyt. Zichy Theodora grófnő halála mély megilletődést váltott ki belőlünk, mert ismertük azt a rajongó szeretetet, mellyel az özvegy édesapa csüngött gyermekein s tanúi voltunk az elhunyt komtesz szivbeli jóságának, aki valósággal jótékony angyala volt a környék szegényeinek és a belatinci jótékony intézményeknek. A 29 éves, egyszerű, rokonszenves külsejű grófnő — mint két másik nővére is kora fiatalságától kezdve a jótékonyság szolgálatában állott Belatinc vidékén, akit ne segített volna s aki most áldva ne gondolna emlekére. Betegségét is a jótékonyság szolgálata közben kapta. Egy bécsi katonakórházban teljesített nővéreivel együtt önkéntes ápolónői szolgálatot, eközben a múlt év decembereben meghűlt es megbetegedett. Édesapja a wienerwaldi szanatóriumban helyezte el, de hiába volt a gondos ápolás és az orvosi tudomány minden törekvése, a grófnő három és fel hónapi kínos szenvedés után f. hó 3-án befejezte jótékony életét. A haláleset porig lesújtotta a gyermekeiért élő apát, aki felé most igaz, mélységes részvéttel fordul nemcsak Belatinc, de az egesz járás közönsége. Zichy Theodora grófnő holttestét f. hó 6-án hazaszállították Belatincra s a templomban ravatalozták fel. A díszes ravatalt, a koporsót és a ravatal környékét rengeteg koszorú és virág borította. A környék népe két napon át sűrű tömegekben zarándokolt a virágoskertté változott templomba, hogy a ravatalnál egy-egy imával adózzék az elhunyt emlékének. A temetés f. hó 8-án, csütörtökön délután 3 órakor ment végbe óriási részvét mellett, nagy pompával. Az ezrekre menő gyászoló közönség sorában ott láttuk a muraszombati gróf Szápáry-családot, a csendlaki gróf Batthyány-családot, a regedei gróf Fünfkirchen-családot, Wimpfen Sigfrid grófot, a Zichy-család rokonai közül több előkelőséget, dr. sipeki Balás Béla zalamegyei főispánt, Fuss F. Nándor alsólendvai és Hajós Ferenc dr. cs; tornyai orsz. képviselőket, Székely Emil alsólendvai jár. főszolgabírót, dr. Józsa Fábián járásorvost, továbbá Belatinc, a környék és Muraszombat intelligenciáját nagy számban. A gyászszertartást gróf Mikes János szombathelyi megyéspüspök végezte nagy papi segédlettel, inig a gyászkart a helybeli és a környékbeli tanítók szolgáltatták. A koporsó beszentelése után a gyászmenet — mintegy 150 fehér ruhás leánykával az élén — a koporsóval megkerülte a templomot, majd pedig visszament a templomba. A koporsó körül a Belatincon időző 7. ulánus-ezred képezett diszőrséget. A templomba visszatérve, a koporsót megható ceremónia és a résztvevők zokogása közben leeresztették a templom alatt levő családi sírboltba, hol boldog emlékű Zichy Ágosttié is örök álmát alussza. A belatinci gróf Zichy-család mély gyászában igaz szívvel osztozik e járás népe, amely őszinte kegyelettel gondol mindenkor a nagy halottra. | Dolnjelendavski okraj je prizadela huda žalost. Izmed živih se je ločila dobrodelna, pregovorno in živo spoštovana plemenita gospa. Beltinskega gospodarja - velespoštovanega dvornega dostojanstvenika - je prizadel udarec, ki je globoko razžalostil tudi vse nas. Umrla je ena od njegovih deklet – srednja med tremi. Smrt grofice Božidare Zičijeva je v nas vzbudila občutek globoke ganjenosti, saj smo poznali strastno ljubezen, s katero je bil ovdoveli oče navezan na svoje otroke. Bili smo priče srčne dobrote pokojne grofične, ki je bila pravzaprav dobrohoten angel revežem celega področja in dobrodelnih ustanov. Ta devetnidvajsetletna plemkinja, preproste in sočutne zunanjosti - kot tudi obe njeni sestri – je že od mladih let velikodušno služila blagru drugih na beltinškem področju, da ga ni človeka v potrebi, ki bi mu ne hotela pomagati in ki bi je danes ne blagoslavljal s hvaležnim spominom. Bolezen si je nakopala prav med dobrodelnim delovanjem. Prostovoljno se je prijavila, da bo kot bolničarka skupaj s svojima sestrama stregla (ranjencem) v neki dunajski vojaški bolnišnici. Tam se je lanskega decembra prehladila in zbolela. Njen očka jo je poslal v Wienerwaldsko zdravilišče, vendar je bila zaman vsa skrbna nega in vse prizadevanje zdravniške vede: grofica je po treh in pol mesecih hudega trpljenja tretjega tega meseca končala svje dobrodelno življenje. Smrt je brezmejno potrla očeta, ki je ves živel za svoje otroke. Globoko sočutje mu naklanjejo ne le prebivalstvo Beltincev, ampak ljudstvo celotnega okraja. Truplo grofice Božidare Zičijeve so prepeljali domov v Beltince in v cerkvi izpostavili na odru. Okrašene pare, krsto in okolico je prekrila velikanska množina vencev in rož. Okoliški prebivalci so skozi dva dni v gostih množicah romali v cvetlični vrt spremenjeno cerkev, da bi se pri odru oddolžili spominu rajnke s kako molitvijo. Pogreb je potekal v četrtek dne 8. aprila ob 15. uri z velikim sožaljem in sijajem. Med tisočerim žalujočim občinstvom smo videli grofovsko družino Szápáry iz Murske Sobote, družino Batthyány iz Tišine, družino Fünfkirchen iz Regedeja, grofa Siegfrida von Wimpffena, več sorodnikov družine Zichy, zalskega nadžupana dr. Sipeki Béla Balása, Nandorja Fussa iz Dolnje Lendave in dr. Ferenca Hajósa; glavne državne predstavnike, glavnega doljnjelendavskega sodnijskega izvedenca Emila Székelya, okrajnega zdravnika dr. Fabijana Joža, nadalje v velikem številu okoliško in soboško izobraženstvo. Pogrebno opravilo je vodil somabateljski krajevni škof grof Ivan Mikeš ob udeležbi velikega števila duhovnikov, pogreb pa so oskrbeli domači in krajevni učitelji. Po blagoslovu krste je žalna procesija – s približno 150 dekleti v belih oblekah na čelu – obšla cerkev s krsto in se nato vrnila nazaj v cerkev. Okoli krste je tvoril častno stražo v Beltincih nastanjeni polk 7. ulanske tisočnije. Ko so se vrnili v cerkev, so jo med ganljivim obredom in jokanjem udeležencev spustili v družinsko grobnico pod cerkvijo, kjer tudi sanja večne sanje blagega spomina Hedvika Zičijeva, pl. Wimpffen - žena Avgusta Zičija. Prebivalstvo tega okrožja je prisrčno sodeležno z globoko žalostjo družine beltinskega grofa Zičija, ter z resničnim sočustvovanjem neprenehoma misli na veliko pokojnico. |